# Laevilitorininae
Laevilitorininae is een onderfamilie van weekdieren uit de klasse van de Gastropoda (slakken).

## Geslachten
- Laevilacunaria Powell, 1951
- Laevilitorina Pfeffer, 1886